# Octhispa tricolor
Octhispa tricolor es una especie de insecto coleóptero de la familia Chrysomelidae.
Fue descrita científicamente en 1868 por Suffrian.